# Wilhelm Porttmann
Wilhelm Porttmann (* 1819 in Düsseldorf; † 18. Dezember 1893 ebenda) war ein deutscher Landschaftsmaler.

## Leben
Porttmann studierte von 1842 bis 1846 an der Königlich-Preußischen Kunstakademie in Düsseldorf und war Schüler von Johann Wilhelm Schirmer. Sein Werk, das er überwiegend der Darstellung von Gebirgslandschaften widmete, war von der Düsseldorfer Schule beeinflusst. Seine Bilder befanden sich unter anderem im Kaiser-Friedrich-Museum in Görlitz und in der Gemäldesammlung Mainz, heute Landesmuseum. Porttmann war Mitglied des Malkasten Künstlervereins.
Sein Sohn oder Bruder Carl war ebenfalls Maler. Wilhelm Porttmann wohnte seit Anfang der 1870er Jahre im Haus des Carl Porttmann Rosenstraße 7, wo er am Abend des 18. Dezembers 1893 verstarb.
Werke (Auswahl)

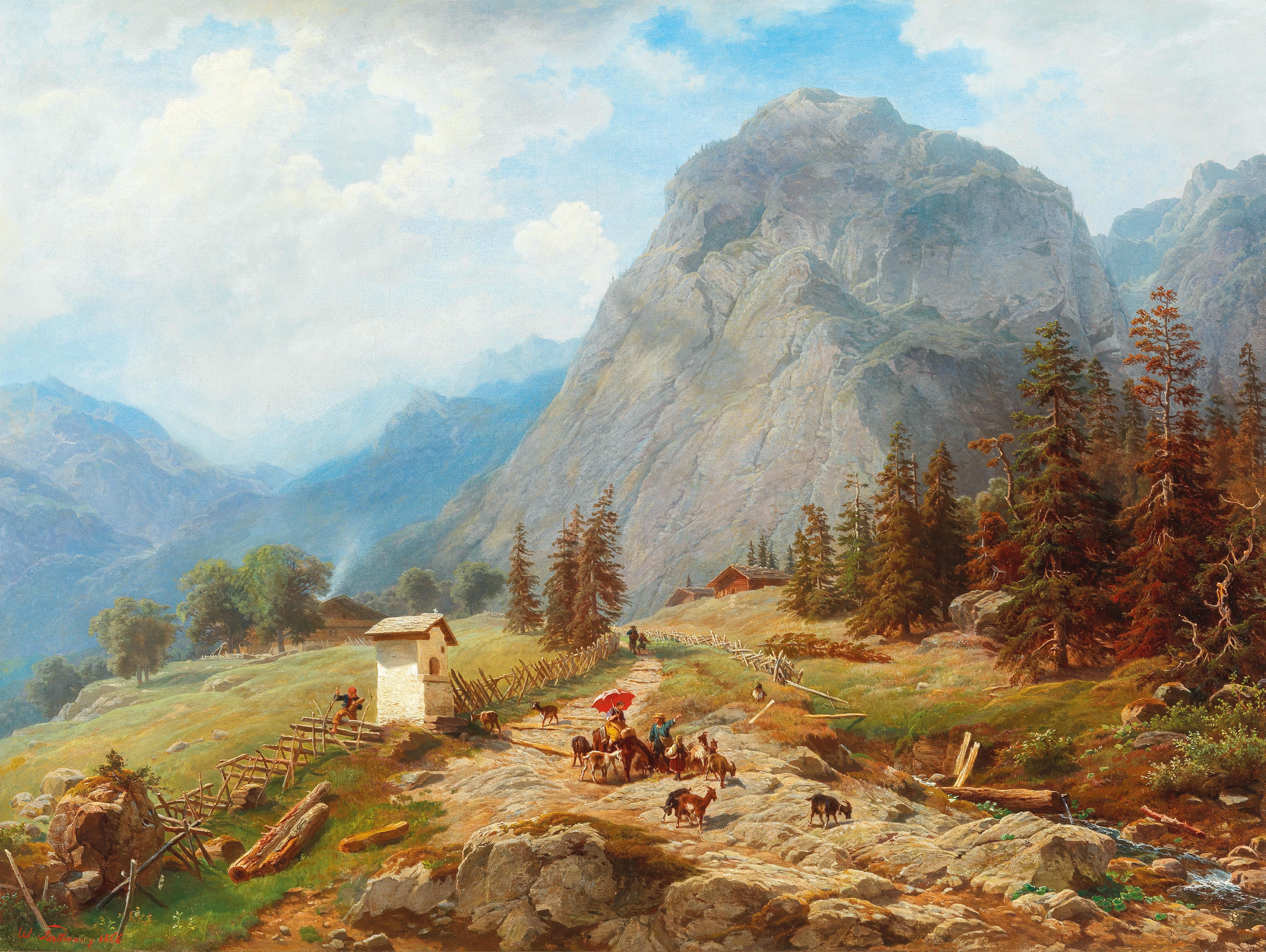
Szene in den französischen Alpen

- Gebrigslandschaft (1847) Städtische Gemäldegalerie Mainz.[4]
- Der Sustengletscher, Der Kriml Wasserfall bei Tirol und Das Thal S. Martin in der Schweiz (um 1855).
- Nach dem Gewitter (ausgestellt bei der I. internationalen Kunstausstellung im Königlichen Glaspalaste zu München 1869)[5]
- Felsiges Tal nahe dem Sankt Bernhard, Der erste Versuch und Ein Morgen im Walde (ausgestellt 1874 in London).[6]